# Guadalteba
Guadalteba és una comarca que es troba al Nord de la província de Màlaga.

## Municipis
Els municipis que formen la comarca són:
- Almargen
- Ardales
- Campillos
- Cañete la Real
- Carratraca
- Cuevas del Becerro
- Sierra de Yeguas
- Teba